# Gaubertin
Gaubertin – miejscowość i gmina we Francji, w Regionie Centralnym, w departamencie Loiret.
Według danych na rok 1990 gminę zamieszkiwały 174 osoby, a gęstość zaludnienia wynosiła 24 osoby/km² (wśród 1842 gmin Centre, Gaubertin plasuje się na 964. miejscu pod względem liczby ludności, natomiast pod względem powierzchni na miejscu 1275.).